# Genolier
Genolier – miejscowość i gmina (commune) w zachodniej Szwajcarii, w kantonie Vaud, w okręgu (district) Nyon.

## Geografia
Genolier leży u podnóży gór Jura, ok. 6 km. na północ od siedziby okręgu Nyon, przy linii kolejowej Nyon-Saint-Cergue-Morez.

## Historia
Już w 1110 r. był wzmiankowany tutejszy kościół (ecclesiam Genolliaci), ok. 1164 r. wspominany był Anselmus de Genollei, w 1184 r. Genoliacum, zaś w 1237 r. dominus Genulliaci.

## Demografia
W Genolier mieszka 2020 osób. W 2021 roku 26,8% populacji gminy stanowiły osoby urodzone poza Szwajcarią.

## Klinika
Założona w 1972 roku Clinique de Genolier jest sztandarową placówką prywatnej sieci klinik Swiss Medical Network SA. Z prawie 120 łóżkami i 180 lekarzami jest to jedna z największych prywatnych klinik w Szwajcarii. Oferuje wyspecjalizowaną i dostosowaną opiekę medyczną, najnowocześniejsze technologie, doświadczony zespół medyczny oraz najwyższej klasy usługi hotelowe.
Clinique de Genolier wyrobiła sobie solidną reputację w leczeniu raka dzięki swojemu ośrodkowi radioterapii, który jest jednym z najnowocześniejszych w Europie. Jest również pierwszą placówką oferującą radioterapię śródoperacyjną (IORT), innowacyjną metodę leczenia raka piersi.
Dzięki nowoczesnemu oddziałowi obrazowania medycznego klinika doskonale sprawdza się w chirurgii ogólnej i układu pokarmowego, ortopedii i chirurgii plastycznej. Inne specjalności to ginekologia, neurologia i kardiologia.

## Osoby

### związane z gminą
- Paul Feyerabend, teoretyk naukowy, zmarł tutaj 11 lutego 1994 roku
- Marie Laforêt, francuska aktorka i piosenkarka, zmarła w tutejszej klinice 2 listopada 2019 r.
- Anni-Frid Lyngstad, piosenkarka szwedzkiej grupy pop ABBA, w 2018 r. przeniosła się do Genolier po kilku latach życia w Zermatt
- Peter Ustinov, aktor, 28 marca 2004 roku zmarł tutaj w wieku 82 lat